# Falconius gestroi
Falconius gestroi är en insektsart som beskrevs av Bolívar, I. 1898. Falconius gestroi ingår i släktet Falconius och familjen torngräshoppor. Inga underarter finns listade i Catalogue of Life.